# Planfoy
 Planfoy  es una población y comuna francesa, situada en la región de Ródano-Alpes, departamento de Loira, en el distrito de Saint-Étienne y cantón de Saint-Genest-Malifaux.

## Demografía
| 479 | 417 | 536 | 707 | 778 | 852 |
| Para los censos de 1962 a 1999 la población legal corresponde a la población sin duplicidades (Fuente: INSEE [Consultar]) |     |     |     |     |     |